# Jan-Michael Vincent
Jan-Michael Vincent, född 15 juli 1945 i Denver, Colorado, död 10 februari 2019 i Asheville, North Carolina, var en amerikansk skådespelare, mest känd för sin roll som Stringfellow Hawke i TV-serien Airwolf. Han hade även en betydande roll i TV-serien Krigets vindar.

## Filmografi i urval
- 1967 – The Mystery of the Chinese Junk
- 1972 – The Mechanic
- 1975 – White Line Fever
- 1978 – Ingen blåser Hooper
- 1981 – Det hårda landet
- 1989 – Hit List
- 1991 – Hangfire
- 1995 – Red Line
- 1998 – Buffalo '66
- 2002 – White Boy
- 2004 – Flykten till Grizzly Mountain

## TV-serier i urval
- 1967 – Dragnet 1967 – Rick Schneiderman (gästroll 1 avsnitt)
- 1968 – Lassie – Chris Hanford (gästroll 3 avsnitt)
- 1968–1969 – Bröderna Cartwright – Eddie (gästroll 2 avsnitt)
- 1971 – Krutrök – Travis Colter (gästroll 1 avsnitt)
- 1973–1975 – Police Story – Dave Hauser (gästroll 2 avsnitt)
- 1983 – Krigets vindar – Byron Henry (miniserie 7 avsnitt)
- 1984–1986 – Airwolf – Stringfellow Hawke (56 avsnitt)
- 1986 – Hotel – Nick Hauser (gästroll 1 avsnitt)
- 1997 – Nash Bridges – Bobby Chase (gästroll 1 avsnitt)